# Renate Pacher

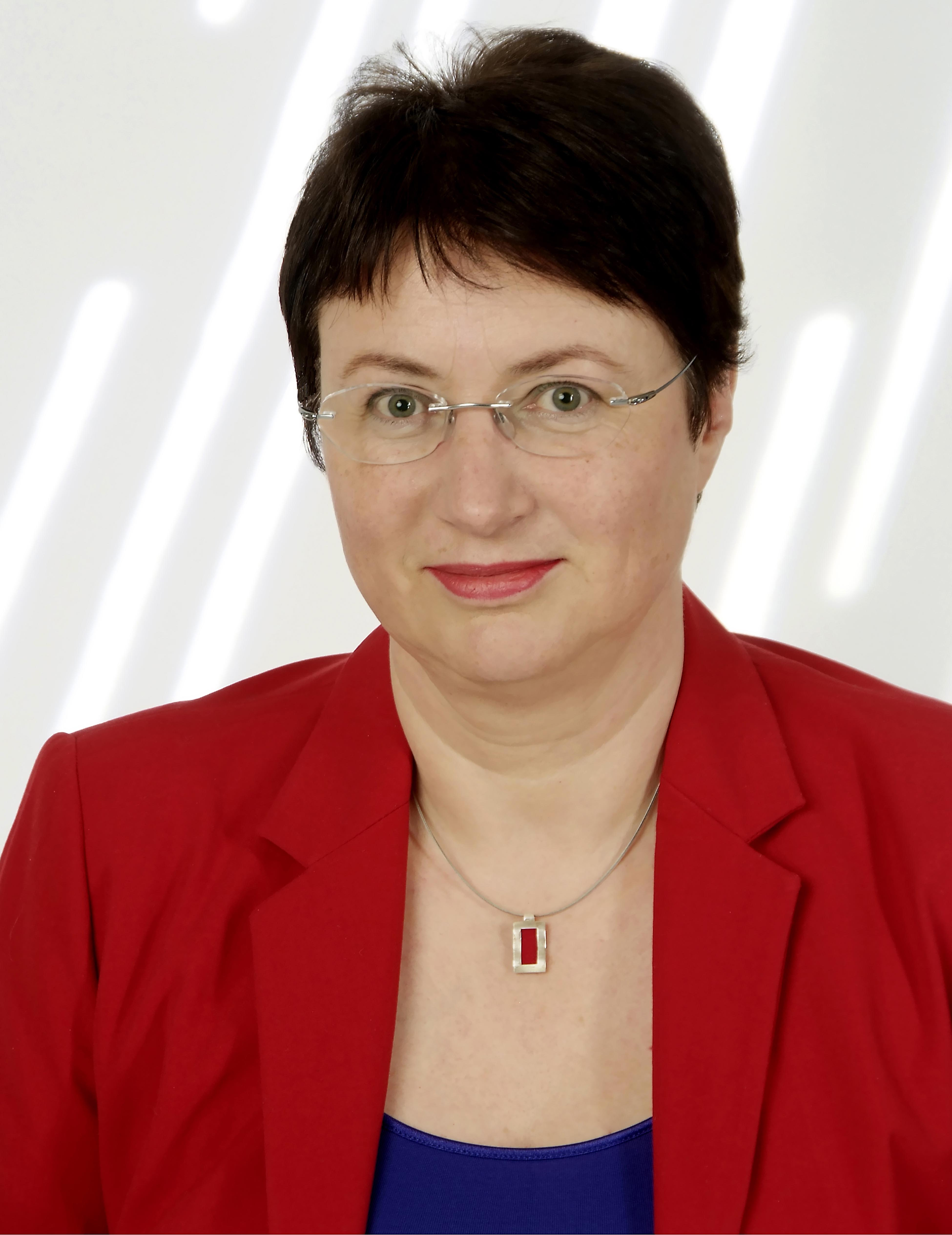
Renate Pacher (2015)

Renate Pacher (* 25. Oktober 1960 in Knittelfeld) ist eine österreichische Politikerin (KPÖ) und Stadträtin in Knittelfeld. Pacher war von 2005 bis 2010 zudem Abgeordnete zum Landtag Steiermark.

## Leben
Pacher schloss in Knittelfeld ihre Schulbildung mit der Matura ab und absolvierte in der Folge eine Ausbildung an der Lehranstalt für Chemotechniker in Graz. Sie führt die Standesbezeichnung Ingenieurin und war zuletzt Parteiangestellte der KPÖ.
Seit 1993 vertritt Pacher die KPÖ im Gemeinderat von Knittelfeld. Sie stammt aus einer kommunistischen Familie und engagierte sich im Zuge der Stationierung von Kampfjets in Zeltweg für die KPÖ. Pacher kandidierte bei der Landtagswahl 2005 auf Platz 4 der KPÖ-Landesliste und wurde nach der erfolgreich verlaufenen Wahl am 25. Oktober 2005 als Abgeordnete im Landtag der Steiermark angelobt. Bei der steirischen Landtagswahl am 26. September 2010 büßte die KPÖ zwei Mandate ein, wodurch die auf der Landesliste drittgereihte Renate Pacher ihr Mandat verlor.
Bei der Gemeinderatswahl in Knittelfeld am 21. März 2010 steigerte sich die KPÖ mit Renate Pacher als Spitzenkandidatin von 10,2 auf 11,9 Prozent, seitdem ist Pacher Stadträtin in ihrer Heimatstadt.